# Secretgarden
『secretgarden』（シークレットガーデン）は、日本の女性歌手、ChouChoの2枚目のオリジナル・アルバム。2013年12月25日にLantisから発売された。

## 概要
- 前作『flyleaf』以来、1年4か月半ぶりとなるリリース。
- 初回限定盤（CD+DVD、LACA-35366）と通常盤（CDのみ、LACA-15366）の2形態で発売され、それぞれジャケット写真が異なる。初回限定盤付属DVDには「secretgarden」「starlog」「空とキミのメッセージ」のミュージック・ビデオが収録されている[4]。
- 本作は「信じる」ことをテーマに制作されている。ChouChoはインタビューで「人を信じること。自分を信じること。そして自分の夢を信じること。そんなことを考えて作りました。デビューしてから今までいろんな曲を歌わせていただいて、いろんな歌詞と向き合ったり、自分で書き溜めてきたものの中に言いたいことってなんだろうと深く自分と向き合ったとき、「信じること」が自分の中に強くあるテーマだなと気づきました。信じることは難しいんですけど、私も信じることで歌手になるという夢をかなえることができたので、みなさんも自分を信じてほしいなと思います。作詞や作曲についてもまだまだ勉強中で、自分が作った曲がアレンジされてステキな音源に仕上がってしかもPVまで作っていただけるのは本当に嬉しい事なので今後もぜひ続けていきたいですね」と語っている[4]。
- タイトル曲「secretgarden」はメジャーデビュー後[注釈 1]初となる作詞作曲を手掛けた楽曲で、6枚目のシングル「空とキミのメッセージ」のカップリング曲「Cocoon」のアンサーソングとなっている[4]。
- 2014年4月5日から4月20日にかけて本作を引っ提げたツアー『ChouCho Live Tour 2014 ～secretgarden～』が開催された。

## 収録曲
| #         | タイトル                                 | 作詞                 | 作曲                 | 編曲                 | 時間  |
| --------- | ---------------------------------------- | -------------------- | -------------------- | -------------------- | ----- |
| 1.        | 「secretgarden」                         | ChouCho              | ChouCho              | 中土智博             | 4:34  |
| 2.        | 「DreamRiser」                           | こだまさおり         | rino                 | h-wonder             | 3:57  |
| 3.        | 「空とキミのメッセージ」                 | こだまさおり         | 矢吹香那             | 矢吹香那             | 4:39  |
| 4.        | 「ばらのナミダ」                         | ChouCho              | 片山義美             | 片山義美             | 4:04  |
| 5.        | 「光」                                   | 矢吹香那             | 矢吹香那             | 菊谷知樹             | 4:59  |
| 6.        | 「Cocoon」                               | ChouCho              | 中土智博             | 中土智博             | 4:03  |
| 7.        | 「暮れ色のキャンバス」(secretgarden mix) | ChouCho              | 片山義美             | 関野元規             | 4:29  |
| 8.        | 「kagami」                               | 松井洋平             | 石川智久             | 石川智久             | 4:48  |
| 9.        | 「Eternal waltz」                        | 岩田アッチュ・zakbee | 岩田アッチュ・zakbee | 岩田アッチュ・zakbee | 4:19  |
| 10.       | 「かみつれを手に」                       | mito                 | mito                 | mito                 | 3:57  |
| 11.       | 「earthlit」                             | 松井洋平             | 川本新               | 川本新               | 5:25  |
| 12.       | 「starlog」                              | 松井洋平             | 川本新               | 川本新               | 5:02  |
| 合計時間: | 合計時間:                                | 合計時間:            | 合計時間:            | 合計時間:            | 54:16 |